# フィンマルク県

フィンマルク県
Finnmark fylke
Finnmárkku fylka
Finmarkun fylkki

フィンマルク県（Finnmark [ˈfɪnmɑrk] ( 音声ファイル)、北部サーミ語: Finnmárku、クヴェン語: Finmarkku）は、ノルウェーの北部地域北部の県。県庁所在地はヴァドソー。ノルウェー本土及びヨーロッパ本土の最北端に位置する。また歴史的にサーミ族の居住する地域（ラップランド）でもある。
2020年1月1日から2024年1月1日までは、南部に位置するトロムス県と合併しトロムス・オ・フィンマルク県の一部となっていた。

## 名称
名前の由来となったノルウェー語は、Finnmとoumlである。前者はfinn(ar)、サーミ族の過去の呼び名であり。 後者はmorkを意味しており森林地帯、国境地方を表す。つまりサーミ族の森林地帯を意味している。これは昔はサーミ族が住んでいたどんな場所(南部のノルウェーの地域も)も同じように読んでいた。
また、最近ラップランド（これはスウェーデンの呼び方）とも呼ばれる。1700年代にあった、北欧の領域でのリンネ（Linne）の遠征より、彼の名前にちなむ。
1661年から1787年まではヴァードウス県（Vardøhus Amt）と呼ばれていた。
フィンマルク県ではノルウェー語のほかにサーミ語（北部サーミ語）とクヴェン語も公用語となっている。以下に各公用語の県名と「県」を含めた正式名称を示す。
- ノルウェー語: Finnmark、Finnmark fylke
- 北部サーミ語: Finnmárku、Finnmárkku fylka
- クヴェン語: Finmarkku、Finmarkun fylkki

県章は1967年に決められた。ヴァードウス城を描いたものである。

## 人口
- 2000年1月1日：7万4059人
- 2005年1月1日：7万3074人
- 2010年1月1日：7万2856人
- 2015年1月1日：7万5605人
- 2017年1月1日：7万6149人
- 2019年1月1日：7万5863人
- 2024年1月1日：7万5053人

## 隣接県
- 北～東：バレンツ海
- 南東： ムルマンスク州
- 南： ラッピ県
- 南西： トロムス県
- 西～北：ノルウェー海

## 地理
フィンマルクはヨーロッパ極北に位置するノルウェー国家の中でも最北部に位置しており、デンマークよりも広大な面積をもつノルウェーでも最も広い県である。しかしながら、その寒さから人口は非常に少なく僅か7.5万人ほどであり、最少の県である。
マーゲロイ島（マーゲル島）のノールカップ、正確にはその北のクニフシェロッデンはヨーロッパ北端に位置しており（ヨーロッパ本土の最北端はノードキン）、ヴァードーは北欧で最も東にある街であり、イスタンブール・サンクトペテルブルク・キエフより東にある。沿岸地区には深く削れていないフィヨルドが入り組んでおり、北部海岸ではノルウェーでも有数の海鳥のコロニーがある。フィンマルク西部には山脈が連なり氷河が多く、スヴァード山ではオクスフィヨルド氷河や、セイランド氷河などの氷河地帯ともなっている。オクスフィヨルドの海に接する位置の氷塊はおよそ1900年前のものと考えられる。
フィンマルク中央から東にかけては山が少なく氷河もない。ノールカップの東側はほとんどが海抜300メートルに満たない。バレンツ海に面する地域は土地が富んでおらず、フィヨルド周辺や、川の流域に森林などの自然が多い。
県の半分が森林限界の北に位置しており、森林限界の南は大部分が小さなカバノキで覆われている。
最も森林地帯の多い地区はアルタ地区とタナ川周辺の渓谷であり、東の低部地区セル＝ヴァランゲルにはシベリアトウヒ、マツなどのロシアのタイガを構成する森林地帯もある。ブラウンベアが多く住む土地であり、ノルウェーで唯一マスクラットの生息する数少ない地域でもある。
オオヤマネコやヘラジカも生息するものの沿岸部ではめったに見ることができない。
内陸部にはおよそ300～400mの標高であり多くの湖や河川を持つフィンマルク高原がある。サーミ族が何万ものトナカイを飼っており、また夏には非常に多くの蚊の群れが飛び交う。フィンマルク高原はこの県の36%を占める。また、国立公園を設置して極北の森林環境の保護にも努めている。
タナ川でヨーロッパの河川で最大の36kgにもなる鮭が捕獲され話題を呼んだ。パスビク川はロシアとの国境となっている。

## 気候
この県の内陸部フィンマルク高原ではその土地柄も加わり、ノルウェー随一の寒さを誇っている。最低気温の記録は1886年1月1日にカラショークで記録された摂氏-51.4℃である。
同地の平均気温は一月で-17.1℃、七月で13.1℃、年平均気温は-2.4℃となり、降水量は366mm程度にとどまる。アラスオクでは夏7月32.4℃になるものの、ヨーロッパでは珍しく気温差が84℃近くもある。フィンマルク高原の一部では年平均気温が-3℃という過酷なところもある。とは言え、1920年1月23日、34.3℃の気温を観測したこともある。
凍らない海のおかげで沿海部は内陸部のに比べて気温が高い。しかし風はきつい。ルッパ（Loppa）の年平均気温は一月に-2℃と七月に11.6℃の、年平均気温は3.6℃ほどと北に位置しているわりには気温が高い。
ケッペンの気候区分ではアラスオク周辺では亜寒帯湿潤気候（Dfc）に含まれ、ルッパは西岸海洋性気候（Cfc）に含まれている。
北東の海岸では、ノールカップのからヴァーデまで寒帯(平均した7月の温度が10℃未満のためケッペン区分でETf)があり、内部は高山気候であり、西フィンマルク沿岸地域では100~200mの高度、またそれ以外の地域でも300m~500mは高山気候と考えられており、北東部でツンドラ気候とつながっている。
保護地域となっているフィヨルドの領域は最も過ごし易くなっている。
冬、沿岸地域で温和である代わりに沿岸地域はしばしば冬の暴雪嵐に晒されることが多く、外へ出られない日も多い。

## 極現象
2月の日の出はおよそ午前7時半である。
北極圏の近くに位置しているヴァドソー（Vadsø）では5月半ばから7月末までが白夜の期間である。短い夏を終え冬に入って2ヶ月程度で、11月下旬から2月までの極夜を迎えることになる。その結果5月から8月まで常に太陽が出ており、冬は正午ごろの2～3時間若干明かりを取り戻す程度であるが、晴れていれば冬でも白夜に近い状態にはなる。
フィンマルクはオーロラのよく現われる地域であり、晴れて天候のよい日も多いためにアルタなどはオーロラ研究の元となった土地でもある。アルタは時折オーロラの町と形容される。

## 政治経済
県庁所在地はヴァドソーであり、アルタが最大の人口を持っている。
沿海地区では伝統的に漁業が重要な生活手段として営まれ、ノルウェー人のほとんどがヴァンゲルフィヨルドなどの沿海部に住んでいる。タラバガニは北太平洋原産であるものの、ロシアを介してバレンツ海に侵入したと思われるものがこの地で増えたため、商業的に利用されている。南方まで広がりすぎて生態系を破壊することも懸念されるためタラバ漁については調節が一切行われないのも一つのポイントである。
鉱工業としてはアルタでは粘板岩の生産がよく知られており、遠く日本まで販売されていた。キルケネス（Kirkenes）が鉄鉱石の生産を始めたが、1996年、ASサイヴァランゲル（AS Sydvaranger）は閉山した。
観光業については年々拡大傾向にあり、ノールカップ、アルタ、ハンメルフェストなどが観光地として拡大している。フィンマルクには病院が2施設しかなく、キルケネスとハンメルフェストにある。
いくつか小さい空港があるもののオスロに直行便を持っているのはアルタとキルケネスだけであり、ほかはトロムセー行きである。
また、ポーサンゲル区のバナクにあるラクセルヴ空港はノルウェー王国軍とNATO加盟国によって使われている。軍関連産業のためにハルカバッレ付近にシューティングレンジを導入している。 ポーサンガー基地はハルカバッレ訓練場に近くまた、ソール・ヴァランゲル基地が東にあり、ロシアとの国境線の警備を担当している。
ハンメルフェストは調査と工事の結果、陸でガスの貯蔵があるとわかったため、天然ガスを生産しているため、現在好況となっている。また、県東部では楽観者が大変多い。というのも、バレンツ海海底に眠っている石油の生産活動がこの地域の経済を活性化させているからである。
フィンマルク・エステートがフィンマルクの土地の95%を所有、管理している。

## 歴史
フィンマルクにはおよそ一万年前から人間が住んでいたと考えられている。
伝統的にフィヨルド領域では複雑なもののノルウェー人は沿海地方、サーミ族は内陸部に住み分けていた。本質的には、今日もそれは変らない。
これらの文化はいまだによくわかっていない。フィンマルクには3つの人種集団（サーミ族、ノルウェー人、クヴェーニ族）が存在しており、長い歴史を持っている。その中でもサーミ族が一番昔からフィンマルクに住んでいる。そこにノルウェー人が殖民しさらにクヴェーニ族が移住した。

### サーミ族
ノルウェー政府は当初サーミ族については、サーミ族の文化を伝承させるのではなく、サーミ族も自分たちと同様の「本当」のノルウェー人にしようと考えており、実際沿海部に住んでいたサーミ族は伝統と文化を少しずつ失いつつあった。しかしながら、一部では文化を伝承し続け、さらに1970年からは学校でサーミ言語の指導なども行っている。民族意識が生まれ始めた所以には政府がアルタにダムを作るといった際に団結したことも挙げられる。サーミ文化については今ノルウェー議会の議題に上がっている。

### ノルウェー人
ノールカップのジェスヴァーはヴァイキングの時代に北港としてサガに取り上げられている。海鳥の群生地の近くはヴァイキングの食料調達にも使われていたのではないかと考えられる。
フィンマルクの沿岸にノルウェー人が植民を始めたのは10世紀であり、最初はカレリア人（karelians）との衝突があったとされる。 ノルウェー人とノヴゴロド人の間の国境の小競り合いは1326年まで続いた。
フィンマルクの最初の国防施設はホーコン王が1306年に築いたヴァードウス城である。17世紀にはいるとこの地域でも魔女狩りが行われ当時の人口のかなり多数である88人を火刑に処したという。
フィンマルクは18、19世紀にノルウェー人の主要な植民地化の対象となった。 ノルウェー、スウェーデン、およびロシア帝国はこの領域の施政権を要求。しかしスウェーデンとは、1751年にラップランドを横断する形で国境線が成立する。この国境線は、フィンランドにも適用され、今日のノルウェー、スウェーデン、フィンランドの国境線となる。ノルウェー人の植民は、スカンディナヴィア山脈北部及び沿岸までとなったが、フィンマルクは初期から殖民されていたノルウェーの土地となり、19世紀のはじめにはほぼノルウェーの領土となった。ロシアとの駆け引きもあったものの、多くのノルウェー人がコラ半島に住み着いた。フィンマルクは成立したものの、コラ半島側ではロシア人が大勢を占め、こちらの植民地化は成功しなかった。また、この結果、ノルウェー人はこの地域に於ける支配者、先住民族であるサーミ族は被支配者となった。

### クヴェーニ族
クヴェーニはフィンランドの戦争などの際にフィンランドから逃れた移民の子孫である。その多くは19世紀以降にこの地に住み着いた。

### スウェーデンとの連合
フィンマルクはノルウェー領であったが、同時にデンマーク王を宗主に頂く連合王国であった（デンマーク＝ノルウェー）。しかし1814年にナポレオン戦争によって敗戦国となり、戦勝国スウェーデンと連合を組む事になった（スウェーデン＝ノルウェー）。
しかしノルウェーはスウェーデンと対等の同君連合国家であり、フィンマルクへのスウェーデンの干渉は行われなかった。しかしスカンディナヴィア東部に迫るロシア帝国にフィンマルクは食い込んでおり、ロシアとの国境問題は複雑な物となった。これに加え、ロシアの漁業権と不凍港の問題も絡み、それは1853年に勃発したクリミア戦争によって顕著化した。そこでスウェーデン政府は、1855年にイギリス、フランスと協定を結び、フィンマルクを放棄しない事を誓約した。
1905年にノルウェーが独立を果たすと、フィンマルクは、ノルウェーの領土として帰結する。また、1917年に隣国フィンランドが独立した事もあって、フィンマルクのノルウェー領はほぼ確定した。

### 第二次世界大戦
第二次世界大戦後期ナチス・ドイツはソ連に勝利させたままこの地を渡すことを拒み、フィンマルク北トロムスで焦土作戦を展開。結果この地域には家屋が少なくなり住民の多くは南部に避難した。その後赤軍にも攻撃を行われるかと考えられたがソ連の攻撃は無かったために領土は平和にノルウェーに引き渡された。
冷戦時はノルウェーはNATO加盟国でありソ連と国境を接するが故に緊張の高い状態もあった。緊張を緩めるためにノルウェーはNATOでの行動はフィンマルクでは行わないと宣言した。しかし、ノルウェーは軍情報部を活動させ、ノルウェーの哨戒機、警戒機はしばしば新造ソ連潜水艦やソ連航空機と初対面をすることになった。電探で国境を見張ることもしばしばあったため、ロシアに核ミサイルで恫喝されたこともある。

### その他
サーミ族は長い間この地に住み続けているという調査があるものの、どのくらい住み続けているのかというはっきりとした証拠はなく、8000年という学者もいれば2500年という学者もいる。また、古石器時代の文化は残っていないと考えられている。中世、10世紀はじめ頃、沿海地方にノルウェー人が住み始め、フィンマルクは王国の一部となった。
ノルウェーでは多くのサーミ族がフィンマルクに住んでおり、彼らの約4分の1はこの地域に居住している。
1800年代から第二次世界大戦にかけてノルウェー語を母語とする多くの人がフィンマルクに移住したものの、県と自治体Kautokeino、Karasjok、Tana、Nesseby、Porsanger、カーフィヨルド（Kåfjord）などには、サーミ言語の正式名称がある。ヴァドソーにはクヴェーニ族が多く住んでいる。
中央のフィンマルクのラクセルヴ（Lakselv）は3つの民族が集まって暮らしている。近年はロシア人も増えてきたために4つの民族になりつつある。

### トロムス県との合併と解消
2017年に政府が県の削減を採用したことに伴って、2020年1月1日にトロムス県と合併。トロムス・オ・フィンマルク県となった。しかし2022年にトロムス・オ・フィンマルク県議会は合併解消を決議し、2024年1月1日にフィンマルク県が復活した。

## 基礎自治体
2024年1月1日時点で、フィンマルク県には18の基礎自治体（コムーネ）がある。自治体によってノルウェー語の筆記法が異なるほか、一部の自治体では北部サーミ語、クヴェン語が公用語に制定されている。
- ノルウェー語
  - ブークモール - 14市
  - ニーノシュク - なし
  - ニュートラル（中立） - 4市

- 北部サーミ語 - 6市
- クヴェン語 - 1市

| 自治体 コード | 紋章 | 自治体名           | ノルウェー語名 | 人口 (2024年) | 総面積 (km2) | 採用筆記法   | 備考                                                                                |
| ------------- | ---- | ------------------ | -------------- | ------------- | ------------ | ------------ | ----------------------------------------------------------------------------------- |
| 5601          |      | アルタ             | Alta           | 21,708        | 3,848.82     | ブークモール |                                                                                     |
| 5603          |      | ハンメルフェスト   | Hammerfest     | 11,338        | 2,692.81     | ブークモール | 北部サーミ語: Hámmerfeasta 併記名: Hammerfest – Hámmerfeasta                        |
| 5605          |      | セル＝ヴァランゲル | Sør-Varanger   | 10,063        | 3,971.42     | ブークモール |                                                                                     |
| 5607          |      | ヴァドソー         | Vadsø          | 5,807         | 1,258.06     | ブークモール |                                                                                     |
| 5610          |      | カラショーク       | Karasjok       | 2,565         | 5,452.94     | ブークモール | 北部サーミ語: Kárásjohka 併記名: Kárášjohka – Karasjok                              |
| 5612          |      | カウトケイノ       | Kautokeino     | 2,848         | 9,707.35     | ブークモール | 北部サーミ語: Guovdageaidnu 併記名: Guovdageaidnu – Kautokeino                      |
| 5614          |      | ルッパ             | Loppa          | 864           | 689.27       | ブークモール |                                                                                     |
| 5616          |      | ハスヴィク         | Hasvik         | 979           | 555.43       | ブークモール |                                                                                     |
| 5618          |      | モゼー             | Måsøy          | 1,113         | 1,137.19     | ブークモール |                                                                                     |
| 5620          |      | ノールカップ       | Nordkapp       | 2,951         | 926.59       | ニュートラル |                                                                                     |
| 5622          |      | ポルサンゲル       | Porsanger      | 3,889         | 4,874.29     | ブークモール | 北部サーミ語: Porsángu クヴェン語: Porsanki 併記名: Porsanger – Porsáŋgu – Porsanki |
| 5624          |      | レベスビー         | Lebesby        | 1,215         | 3,460.50     | ブークモール |                                                                                     |
| 5626          |      | ガンヴィク         | Gamvik         | 1,070         | 1,416.55     | ニュートラル |                                                                                     |
| 5628          |      | ターナ             | Tana           | 2,807         | 4,051.28     | ブークモール | 北部サーミ語: Deatnu 併記名: Deatnu – Tana                                          |
| 5630          |      | ベルレヴォーグ     | Berlevåg       | 892           | 1,121.77     | ブークモール |                                                                                     |
| 5632          |      | ボツフィヨール     | Båtsfjord      | 2,113         | 1,435.12     | ニュートラル |                                                                                     |
| 5634          |      | ヴァードー         | Vardø          | 1,972         | 600.85       | ブークモール |                                                                                     |
| 5636          |      | ネッセビー         | Nesseby        | 859           | 1,437.07     | ブークモール | 北部サーミ語: Unjárga 併記名: Unjárga – Nesseby                                     |